# Enlèvement d'élèves à Bamenda
L'enlèvement d'élèves à Bamenda est un enlèvement de masse commis le 5 novembre 2018 à l'école secondaire presbytérienne de Nkwen à Bamenda dans la région du Nord-Ouest du Cameroun, lors de la crise anglophone. Cet événement est le premier du genre au Cameroun.

## Contexte
Dans les deux régions anglophones du Nord-Ouest et du Sud-Ouest du Cameroun, une crise sociopolitique sans précédent s'installe fin 2016. Elle dégénère en conflit armé fin 2017. En 2018, des affrontements entre l'armée et des séparatistes, disséminés en groupes dans la forêt équatoriale, ont lieu presque tous les jours.
Les séparatistes décrètent le boycott des écoles, estimant que le système scolaire francophone marginalise les élèves anglophones. Depuis le début du conflit, de nombreuses écoles sont attaquées par des groupes armés. À la mi-octobre 2018, six élèves sont enlevés lors d'une attaque contre une école secondaire à Bamenda, selon des sources concordantes - les autorités démentent cette information. Le jour de la rentrée scolaire, début septembre 2018, un directeur d'école est assassiné, un enseignant mutilé et plusieurs écoles secondaires attaquées. 
Le conflit armé s'intensifie dans la région du Nord-Ouest après plusieurs mois de calme, les affrontements s'étant concentrés dans la région du Sud-Ouest au cours de l'été 2018. Le 30 octobre 2018, un missionnaire américain est abattu à bord de son véhicule à Bambui, une banlieue de Bamenda.
En 2018, plus de 175 membres des forces de défense et de sécurité camerounaises ont perdu la vie dans ce conflit, ainsi que plus de 400 civils, selon les ONG. Plus de 300 000 personnes ont fui les violences dans la région, la grande majorité vers la brousse et les grandes villes des régions voisines, et certaines vers le Nigeria voisin.
Le 7 octobre 2018, le président Paul Biya, au pouvoir depuis 1982, est réélu pour un septième mandat avec 71,28% des voix. Dans les deux régions anglophones, la participation est très faible (5% dans le Nord-Ouest et 15% dans le Sud-Ouest), mais Paul Biya obtient plus des deux tiers des suffrages exprimés dans chacune d'entre elles.

## Déroulement
Selon un ex-otage, dans la nuit du 4 au 5 novembre 2018, entre 3 et 4 heures du matin, les chiens du directeur de l'école ont beaucoup aboyé. Le directeur appelle un chauffeur et lui demande d'aller voir ce qui se passe. Une fois à l'extérieur, le chauffeur constate que des hommes armés se sont introduits dans l'enceinte de l'école. Ils lui ont ordonné de les conduire jusqu'à la porte du directeur. Après l'avoir forcé à sortir, ils l'ont conduit, ainsi que le chauffeur, jusqu'aux dortoirs où les élèves étaient endormis. Ils ont ensuite forcé le chauffeur à aller chercher les clés du bus scolaire et de sa propre voiture. 83 personnes sont enlevées et emmenées, les yeux bandés, à plusieurs kilomètres de l'école, d'abord dans la forêt, puis dans une maison abandonnée de trois pièces. Les garçons sont séparés des filles, et le directeur de l'école ainsi qu'un enseignant sont tenus à l'écart. Plus tard, ils sont emmenés par les mêmes ravisseurs à l'église presbytérienne de Bafut, où ils sont abandonnés,. 

## Responsabilité
Le 5 novembre 2018, un porte-parole de l'armée déclare qu'il était très probable que l'enlèvement ait été perpétrée par des séparatistes. Le porte-parole des séparatistes accuse les soldats gouvernementaux. Selon le révérend Samuel Fonki, de l'Église presbytérienne du Cameroun (EPC), ce sont les séparatistes qui sont responsables. Le gouverneur de la région du Nord-Ouest, Adolphe Lele Lafrique, attribue l'enlèvement aux séparatistes. Cependant aucun groupe ne revendique l'enlèvement.  

## Recherches
Le jour de l'enlèvement, une source gouvernementale déclare à l'issue d'une réunion de crise : « Les recherches pour retrouver les otages ont été lancées, la mobilisation est totale ». Une source proche de l'établissement précise : « L’établissement est quadrillé par les forces de sécurité. Nous n’y avons pas accès ». Le lendemain, la circulation dans la région du Nord-Ouest est restreinte par les autorités.

## Libération
Le 7 novembre 2018, les autorités annoncent la libération des élèves enlevés, sans toutefois savoir si les trois membres du personnel qui avaient été enlevés avec les enfants avaient été libérés. Selon un responsable administratif de la région du Nord-Ouest, deux élèves et une responsable de l'école sont également à leur tour libérés le 12 novembre 2018.

## Réactions internationales

### Organisations internationales
- ONU : Le 6 novembre 2018, le Secrétaire général de l'ONU, António Guterres exhorte à la libération immédiate des élèves enlevés, renouvelant son appel à trouver une issue politique à la crise qui touche les régions anglophones. Le Secrétaire général de l'ONU, qui condamne l'enlèvement, « appelle à leur libération immédiate et à leur retour chez eux et auprès de leur famille ». « Il ne peut y avoir aucune justification pour ces crimes contre des civils, surtout des mineurs »[10].
- Organisation de la coopération islamique : Le 6 novembre 2018, le Secrétaire général de l'Organisation de la coopération islamique (OCI), Yousef Al-Othaimeen condamne vigoureusement l'enlèvement. Le Secrétaire général, soulignant l'importance de l'éducation des jeunes, insiste sur le fait qu'il n'y avait aucune excuse pour cette action criminelle. Il exprime sa profonde sympathie ainsi que celle de tous les États membres de l'OCI aux familles des victimes, ainsi qu'au gouvernement et au peuple du Cameroun devant ce pénible incident perpétré par des terroristes. Le Secrétaire général, tout en réitérant la position de principe de l'OCI contre le terrorisme, réaffirme de nouveau la solidarité de son organisation avec les autorités du Cameroun dans leurs efforts de lutte contre cet odieux phénomène[11].
- Union européenne : Le 7 novembre 2018, l'UE déclare dans un communiqué rendu public : « Des enfants innocents sont devenus les victimes d’un conflit dont ils ne sont pas responsables. L’Union européenne appelle à leur libération immédiate et sans condition et manifeste tout son soutien aux familles des personnes enlevées ». L'UE renchéri, en déclarant : « Nous attendons que toutes les parties s’engagent dans un dialogue constructif et inclusif pour trouver une solution à la crise en cours dans les régions Nord-ouest et Sud-ouest du Cameroun »[12].

### États
- États-Unis : Le 6 novembre 2018, la porte-parole du département d'État, Heather Nauert, déclare : « Les États-Unis condamnent avec la plus grande fermeté l’enlèvement le 5 novembre dernier d’élèves et de membres du personnel de l’école secondaire presbytérienne de Nkwen près de Bamenda, au Cameroun. Nous demandons le retour immédiat et en toute sécurité de ces élèves et membres du personnel auprès de leurs familles »[13].